# برگووو (روستا)
برگووو (به بلغاری: Bregovo) یک منطقهٔ مسکونی در بلغارستان است که در شهرستان کیرکوفو واقع شده‌است.